# Flagler Street
Flagler Street es una arteria este-oeste de 20,0 km de longitud de Miami (Florida, Estados Unidos). Flagler Street es el eje que divide todas las calles del plano hipodámico del condado de Miami-Dade en calles norte o sur (el eje de división este-oeste es la Miami Avenue). Flagler Street está dedicada al industrial Henry Flagler y es una importante arteria comercial que atraviesa de este a oeste el centro del condado de Miami-Dade, con una mezcla de barrios residenciales con edificios de apartamentos y centros comerciales, incrementándose la presencia comercial a medida que se acerca a Downtown Miami.
Entre Galloway Road/West 87th Avenue (SR 973) y la West 2nd Avenue, Flagler Street está designada como carretera estatal de la Florida 968 o State Road 968 (SR 968).

## Descripción de la ruta

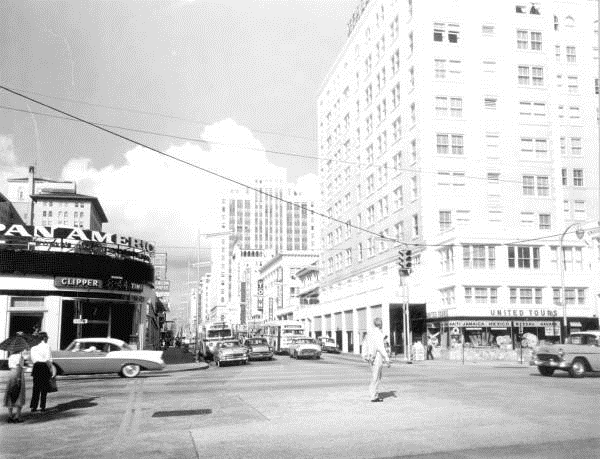
Vista hacia el oeste desde la intersección de Flagler Street y el Biscayne Boulevard (US 1) en 1958.

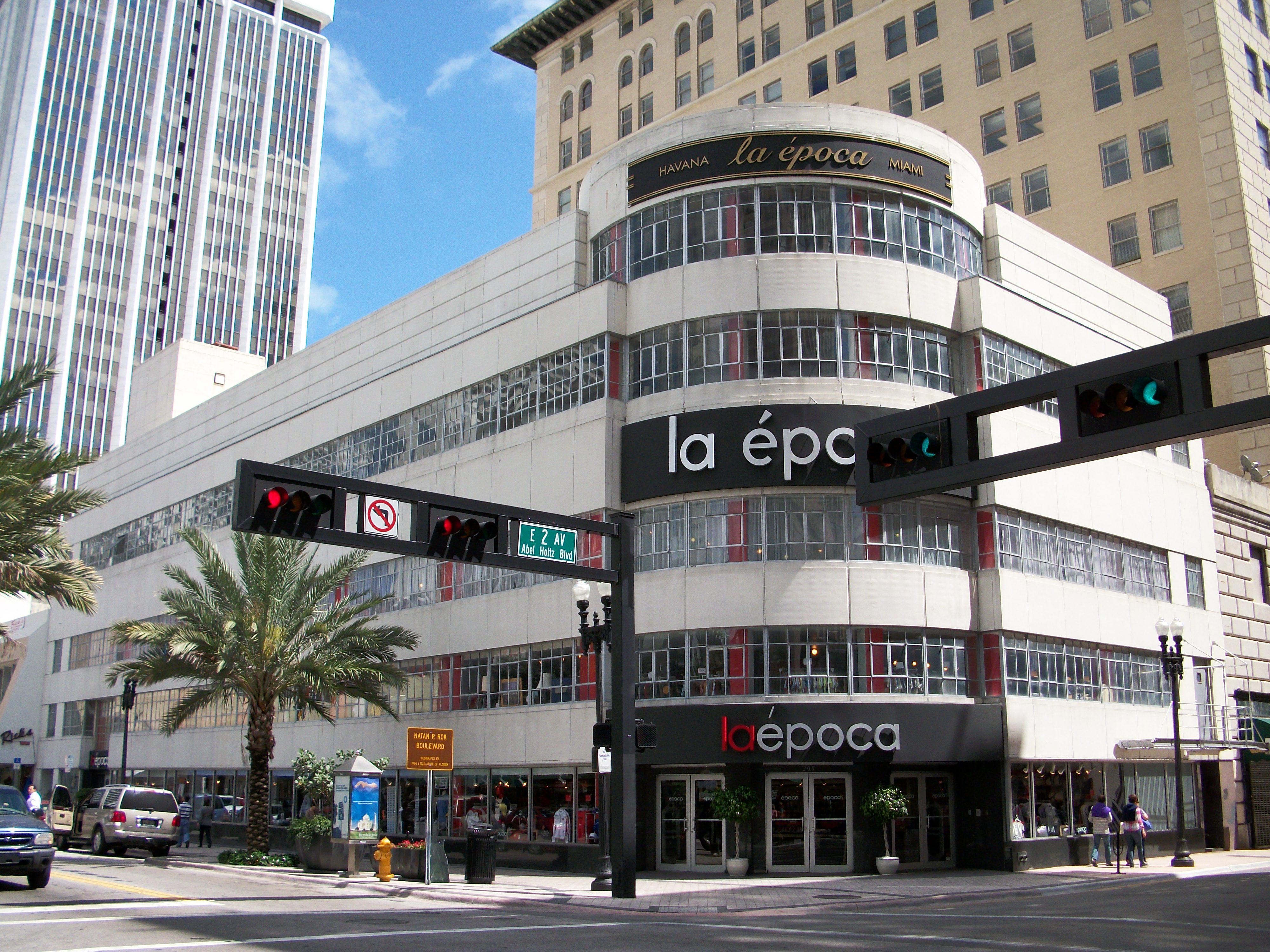
Los grandes almacenes La Época en el histórico Walgreens Building, de la década de 1930, en el 200 East Flagler Street.

La SR 968 empieza en Galloway Road (SR 973) en Fontainebleau, desde donde lleva hacia el este la Flagler Street, con seis carriles (tres en cada sentido), por una zona predominantemente comercial con algunas viviendas, que pronto llega al centro comercial Midway Crossings (conocido antiguamente como Midway Mall y Mall of the Americas), al norte, y al enlace con la Palmetto Expressway, situado justo al este del centro comercial. Siete cuadras al este de este enlace, la calle entra en la ciudad de Miami propiamente dicha tras cruzar el canal Tamiami, una cuadra al oeste de la intersección con la Milam Dairy Road (SR 969), y pasa a tener cuatro carriles (dos en cada sentido) hasta el cruce con la I-95. En la NW 67th Court desaparece la mediana y la calle continúa hacia el este con cuatro carriles (dos en cada sentido) y tiendas a ambos lados. Tras cruzarse con la West 57th Avenue/Red Road (SR 959), pasa junto al Flagler Memorial Park, al norte, y sigue junto a más tiendas y edificios de apartamentos. Poco después, se cruza con LeJeune Road/West 42nd Avenue (SR 953), que conduce al Aeropuerto Internacional de Miami, mientras la SR 968 continúa en dirección este hacia el centro de la ciudad.
En la esquina noroeste de la intersección con la West 27th Avenue (SR 9) se encuentra la sala de conciertos Miami-Dade Auditorium y la SR 968 continúa hacia el este por Flagler Street tres cuadras más, hasta que en la NW 24th Avenue se divide en un par de calles de sentido único: Flagler Street en dirección oeste y SW 1st Street en dirección este. Ambas tienen comercios y parques. Poco después, la SR 968 se cruza con la West 17th Avenue unas pocas cuadras al sur del Marlins Park y entra en el centro de Miami. Entre la 12th Avenue West y el río Miami, Flagler Street tiene un carril en dirección este y tres carriles en dirección oeste. Cuatro cuadras al este de la intersección con la West 7th Street (US 441/SR 7) están los puentes basculantes de Flagler Street y la SW 1st Street sobre el río Miami. Inmediatamente después, se cruza con la I-95, a la que se puede acceder a través de las calles adyacentes. El resto del recorrido cuenta con rascacielos de oficinas corporativas y gubernamentales y vías aéreas del Metro de Miami. En la SW 2nd Avenue, la SR 968 llega a su término oriental y la Flagler Street vuelve a ser una calle de doble sentido, con un carril en cada sentido. La intersección con la Miami Avenue constituye el centro del sistema de numeración de calles de Miami, ya que la Miami Avenue es el eje de división entre este y oeste. Por tanto, en esta intersección la calle pasa a llamarse East Flagler Street y continúa por el centro de Miami hasta terminar en el Biscayne Boulevard (US 1) junto al Bayfront Park, que ofrece una vista panorámica de la bahía Vizcaína.
Más allá del término occidental de la SR 968, la West Flagler Street continúa hacia el oeste hasta la SR 985 y termina en la intersección con la West 118th Avenue en Tamiami, justo al oeste de la Homestead Extension.

## Historia

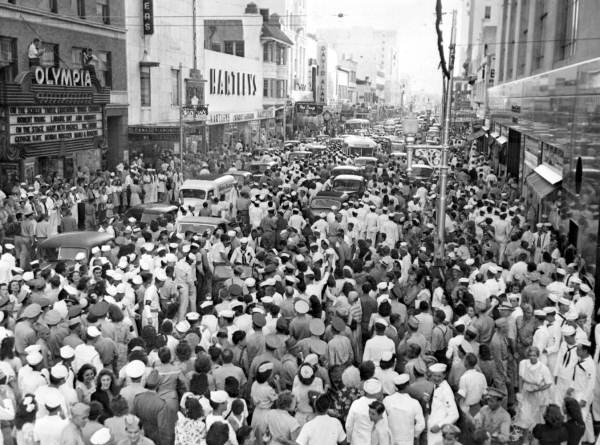
Flagler Street el 15 de agosto de 1945, veinte minutos después del anuncio de la rendición de Japón al final de la Segunda Guerra Mundial.

Antes de que la calle fuera denominada Flagler Street, originalmente fue llamada 12th Street, pero fue renombrada en 1920 tras la implantación del Plano Challie, que renumeró las calles de Miami con su disposición actual.
Antiguamente designada como SR 954, Flagler Street recibió su identificación actual del Departamento de Transporte de la Florida (FDOT) en 1983, cuando se reasignaron los números de varias carreteras del sureste de la Florida y se retiró la identificación como SR 968 del North Miami Boulevard (actual SR 922).
Originalmente, el término occidental de la SR 968 estaba en la intersección con la Avenue of the Americas/West 107th Avenue (SR 985), pero en 1987 el FDOT eliminó de su recorrido las dos últimas millas al oeste. El término oriental de la SR 968 estaba originalmente en el Biscayne Boulevard (US 1) en Miami, hasta que el FDOT cedió el tramo comprendido entre la SW 2nd Avenue y el Biscayne Boulevard al Ayuntamiento de Miami.
Como condición para la cesión de Brickell Avenue (US 1) al Ayuntamiento de Miami, el FDOT tiene previsto prolongar la SR 968 hacia el este en Downtown Miami por la SE 1st Street y la NE 1st Street hasta volver a conectarla con el Biscayne Boulevard.

## Intersecciones principales[1]
| condado | Ubicación     | Milla | Destinos                                                                                                | Notas                                                                                                   |
| --- | ------------- | ----- | --- | --- |
| Miami-Dade | Fontainebleau | 0.000 | SR 973 (West 87th Avenue/Galloway Road)                                                                 | Término occidental de la SR 968; Flagler Street continúa hacia el oeste.                                |
| Miami-Dade | Fontainebleau | 0.99  | SR 826 (Palmetto Expressway)                                                                            | Enlace viario.                                                                                          |
| Miami-Dade | Miami         | 1.498 | SR 969 norte (West 72nd Avenue/Milam Dairy Road)                                                        | |
| Miami-Dade | Miami         | 3.018 | SR 959 (West 57th Avenue/Red Road)                                                                      | |
| Miami-Dade | Miami         | 4.551 | SR 953 (West 42nd Avenue/LeJeune Road)                                                                  | |
| Miami-Dade | Miami         | 6.089 | SR 9 (West 27th Avenue/Unity Boulevard)                                                                 | |
| Miami-Dade | Miami         | 7.640 | SR 933 (West 12th Avenue)                                                                               | |
| Miami-Dade | Miami         | 8.074 | US 441 (West 8th Avenue/SR 7)                                                                           | |
| Miami-Dade | Miami         | 8.51  | Puente de First Street (hacia el este) y puente de Flagler Street (hacia el oeste), sobre el río Miami. | Puente de First Street (hacia el este) y puente de Flagler Street (hacia el oeste), sobre el río Miami. |
| Miami-Dade | Miami         | 8.64  | SR 925 (Northwest 3rd Avenue) a I 95                                                                    | Solo acceso hacia el oeste.                                                                             |
| Miami-Dade | Miami         | 8.699 | West 2nd Avenue                                                                                         | Término oriental del tramo de mantenimiento estatal.                                                    |
| 1.000 mi = 1.609 km; 1.000 km = 0.621 mi Cerrada/Antigua • Terminal concurrente • Acceso incompleto • Propuesta/Sin abrir |               |       | | |